# Aleksandar Vukotić
Aleksandar Vukotić (ur. 22 lipca 1995 w Kraljevie) – serbsko-bośniacki piłkarz, grający na pozycji środkowego obrońcy.

## Klub

### Początki
Zaczynał karierę w Slodze Kraljevo, gdzie grał jako junior i jako senior w latach 2013–2014. W 2014 roku przeszedł do Dolina Padina, gdzie grał przez kolejny rok.

### FK Krupa
4 sierpnia 2015 roku przeszedł do FK Krupa. W bośniackim klubie zadebiutował 15 sierpnia 2015 roku w meczu przeciwko FK Tekstilac Derventa (3:1 dla rywali Krupy). Vukotić zszedł z boiska w 22. minucie, ponieważ dostał czerwoną kartkę. Pierwsze gole strzelił 31 października 2015 roku w meczu przeciwko FK Tekstilac Derventa (3:0 dla Krupy). Vukotić trafiał do siatki w 35. i 45. minucie. Łącznie w Bośni zagrał 59 spotkań, w których strzelił 5 bramek.

### KSK Beveren
1 lipca 2018 roku przeszedł do KSK Beveren za 345 tys. euro. W belgijskim klubie zadebiutował 28 lipca 2018 roku w meczu przeciwko SV Zulte Waregem (2:2). Serb zagrał cały mecz. Pierwszego gola strzelił 12 sierpnia 2018 roku w meczu przeciwko KAA Gent (4:1 dla rywali KSK). Jedyną bramkę dla swojego zespołu strzelił w 82. minucie. Łącznie do 1 sierpnia 2018 roku zagrał 106 spotkań, w których strzelił 5 bramek.